# Tlachichilco
Tlachichilco är en ort i Mexiko.   Den ligger i kommunen Tlachichilco och delstaten Veracruz, i den sydöstra delen av landet, 160 km nordost om huvudstaden Mexico City. Tlachichilco ligger 812 meter över havet och antalet invånare är 10 729.
Terrängen runt Tlachichilco är lite bergig. Runt Tlachichilco är det ganska glesbefolkat, med 38 invånare per kvadratkilometer. Tlachichilco är det största samhället i trakten. Omgivningarna runt Tlachichilco är en mosaik av jordbruksmark och naturlig växtlighet.